# Eugen Sandow

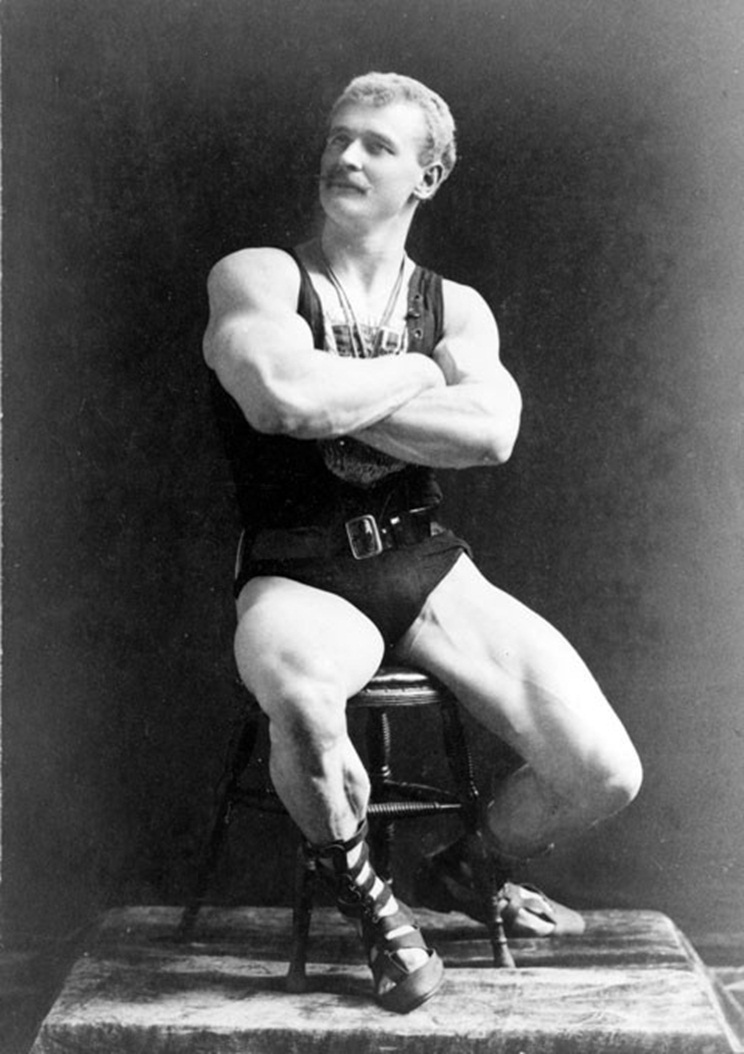
Eugen Sandow

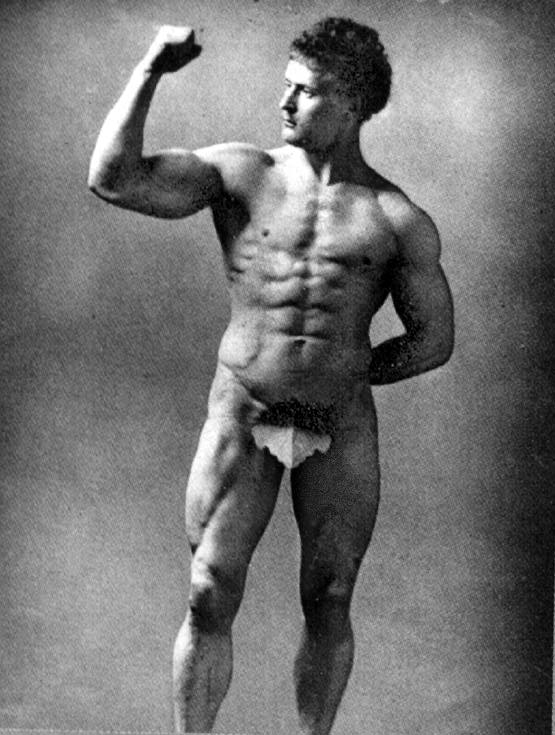
Portret van Sandow door Henry Van der Weyde

Eugen Sandow, geboren als Friedrich Wilhelm Müller (Koningsbergen, Pruisen, (thans Kaliningrad, Rusland), 2 april 1867 - Londen, 14 oktober 1925) was een in Duitsland geboren pionier op het gebied van bodybuilding. Hij wordt wel de 'Vader van het Moderne Bodybuilding' genoemd. Hij begon zijn carrière op 19-jarige leeftijd als showman en 'krachtmens'.

## Biografie
Toen Sandow als klein jongetje met zijn vader naar Italië ging, kreeg hij grote interesse in de Romeinse beelden van goden, gladiatoren en mythische strijders. Hij was de eerste die probeerde zijn lichaam bewust te modelleren naar dat klassieke model. In die tijd traden er vaak 'strongmen', sterke mannen op in shows en in het circus, die omstanders uitdaagden om met ze te wedden en te wedijveren. Sandow werd op zijn negentiende ook strongman, maar hij fascineerde het publiek op een andere manier: met zijn lichaam. Sandow had een veel lager vetpercentage dan de andere strongmen, waardoor je al zijn spieren zag zitten. Hij had een lichaam zoals de Romeinse beelden gekregen. Zijn manager, Florenz Ziegfield, liet hem daarom poses aannemen waarin je zijn spieren goed zag in plaats van gewichten te tillen.
Sandow wilde er precies zo uitzien als de gespierde Griekse beelden, die volgens hem een perfect lichaam hadden. Daarom ging hij naar musea om de beelden te meten. Hij trainde dan precies tot hij even dikke borst, armen, buik en benen had. Omdat hij zo'n lichaam zo nastreefde, wordt hij de vader van bodybuilding genoemd.
Eugen toerde door Europa en Amerika, trouwde met Blanche Brooks en kreeg twee dochters. Hij was altijd te vinden bij andere vrouwen, die hem betaalden om aan zijn spieren te mogen voelen. Ook ging hij veel om met Martinus Sieveking, een Nederlandse musicus en componist die met de strongman meetoerde. De aard van hun relatie is nooit duidelijk geweest, maar ze hebben een tijd samen gewoond en Brooks was jaloers op Sieveking.
Sandow organiseerde de eerste bodybuilding wedstrijd aller tijden (The Great Competition) in 1901. 24 jaar later stierf hij, mogelijk aan een hersenbloeding. Hij is begraven in Londen. Zijn vrouw Blanche Brooks wilde dat er niets op zijn grafsteen kwam te staan. In 2002 is er een nieuwe grafsteen geplaatst met daarop de tekst "Eugen Sandow, 1867 - 1925. The father of bodybuilding."

## Nalatenschap
Sandow heeft ons veel dingen nagelaten: niet alleen wordt hij gezien als de uitvinder van bodybuilding, ook heeft hij vijf boeken geschreven over trainen en diëten. Hij heeft de moderne dumbbell bedacht (eerder hadden ze nog bolle koppen en dunne stangen met slechte grip). De winnaar van de bodybuildingwedstrijd Mr. Olympia krijgt een gouden beeldje van Sandow. In 1936 is er een film gemaakt over Florenz Ziegfield, waarin Nat Pendleton Eugen Sandow speelt.

## Sandow-trofee
Tegenwoordig krijgt de winnaar van de Mr Olympia de naar Sandow vernoemde trofee mee naar huis.